# Road Sweet Home
Road Sweet Home è il quinto album in studio del gruppo musicale italiano Fleurs du Mal, pubblicato nel 2001.

## Descrizione
Registrato tra maggio e ottobre 2000 a Roma nello Studio OASI con il fonico Paolo Modugno e pubblicato su CD da Il manifesto dischi nel 2001.. Contiene 11 brani originali, nove in inglese, uno in italiano e uno in spagnolo.

## Tracce
Testi e musiche di Fleurdumal.
1. Soulhome – 3:28
2. Red Bird – 5:05
3. Are You Ready? – 5:29
4. Wild Planet Earth – 4:19
5. Road Sweet Home – 5:12
6. Indios (feat. Alfredo Gomez-cori) – 3:34
7. Seguirò (parte II) – 5:19
8. Son of Rock'n'Roll – 3:37
9. Blue Notes – 5:27
10. Good Times – 4:02
11. Swing Is in the Air – 3:17

Durata totale: 48:55

## Formazione

### Gruppo
- Stefano Iguana - voce, chitarra elettrica a acustica, slide guitar
- Graziella Olivieri - sax tenore
- Sergio Sassanelli - batteria
- Francesco Cerroni - basso

### Altri musicisti
- Alfredo Gomez - cori su Indios